# Analcim
Az analcim (névváltozata: analcit) nátriumalapú víztartalmú alumoszilikát, szabályos kristályrendszerű, IV.Szilikátok ásványosztályon belül a zeolitcsoport ásványegyüttesének tagja. Jól fejlett trapezoéderekben, csúcsain letompított szabályos kockákban  jelenik meg. Gyakran szemcsés, tömeges halmazokban található. A gyakori zeolitásványok közé tartozik.

## Kémiai összetétele
- Nátrium (Na) =10,4%
- Alumínium (Al) =12,3%
- Szilícium (Si) =25,5%
- Hidrogén (H) =0,9%
- Oxigén (O) =50,9%

## Keletkezése.

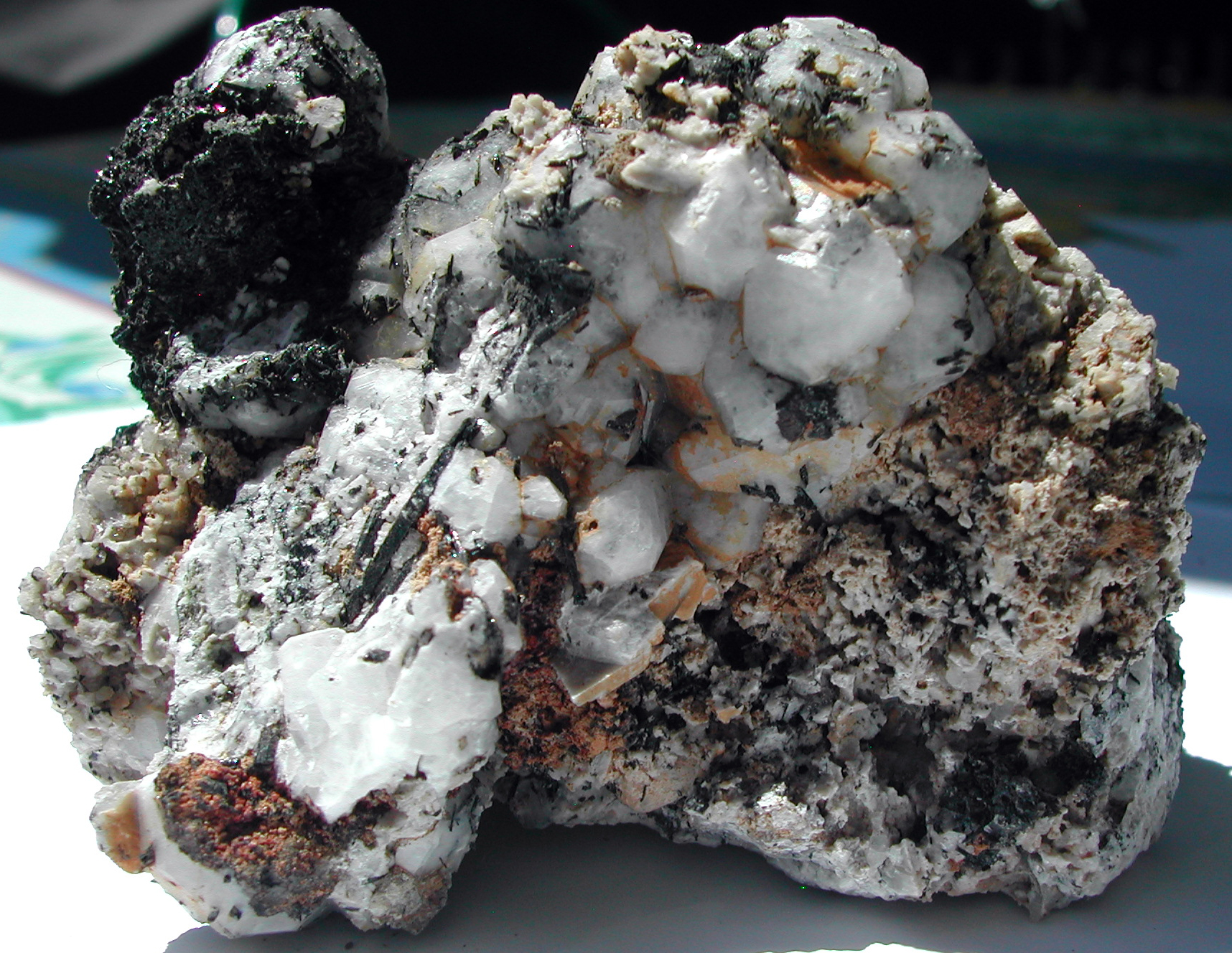
Analcim bazalttal

Hidrotermásan keletkezik. Másodlagosan agyagtalajokban és ércesedésekben megtalálható.
Hasonló ásványok: A gránátcsoport egyes tagjai, leucit.

## Előfordulásai.
Németországban a Harz-hegység területén fordul elő.  Dániához tartozó szigeteken és Norvégia területén. Oroszország területén az Ural-hegységben és a Kaukázusban. Az Amerikai Egyesült Államok Colorado és New Jersey szövetségi államokban fordul elő.

## Előfordulásai Magyarországon
Dunabogdány kőbányáiban a hegy északi oldalán szépen fejlett kristályai és kristálycsoportjai hasadékokban találhatóak. Bátonyterenye közelében a Sulyomtető elnevezésű kőfejtőjében az andezit-tufa repedéseiben hintett apró kristályai fordulnak elő. Zalaszántó és Bazsi között lévő Tátikahegy és Szebikehegy bazalt tanúhegyeiben más zeolitféleségek mellett az analcim hintetten apró kristályos formában található, legtöbbször hólyagüregekben.

## Kísérő ásványok
A zeolitcsoport más ásványai, kalcit.